# 1941 en sport automobile
Chronologie du Sport automobile
1940 en sport automobile - 1941 en sport automobile - 1942 en sport automobile
Les faits marquants de l'année 1941 en Sport automobile

## Par mois

### Mai
- 30 mai : 500 miles d'Indianapolis

### Septembre
- 28 septembre : Grand Prix automobile de Rio de Janeiro.

## Naissances
- 15 mars : Jean-Louis Lafosse, pilote automobile français. († 13 juin 1981).
- 26 mars : Lella Lombardi, pilote automobile italienne.  († 3 mars 1992).

- 2 avril : Fritz Müller, pilote automobile allemand.
- 18 mai : Mauricio de Narváez, pilote automobile colombien.
- 10 juin : Dave Walker, pilote automobile australien.
- 18 août : Jean-Claude Andruet, pilote automobile (rallye) français.
- 30 août : Ignazio Giunti, pilote automobile italien, († 10 janvier 1971).
- 17 septembre : Marie-Claude Charmasson, pilote automobile française.
- 3 octobre : Andrea De Adamich, pilote automobile italien.
- 11 octobre : Claude Leclerc, pilote de course automobile de type stock-car.
- 3 octobre : Scot John Taylor, pilote automobile britannique de rallye et de rallycross, d'origine écossaise.

- 6 octobre : 
  - Edgar Dören, pilote automobile allemand. († 1er avril 2004).
  - John Nicholson, pilote automobile néo-zélandais.
- 31 octobre : Derek Bell, pilote automobile britannique.
- 24 décembre : 
  - James Howden Ganley, pilote automobile néo-zélandais.*
  - Manfred Schurti, pilote automobile du Liechtenstein.

## Décès
- 1er juin : Francis Birtles, pilote automobile, journaliste, aventurier, coureur cycliste, photographe et cinéaste australien (° 7 novembre 1881).
- 6 juin : Louis Chevrolet, entrepreneur automobile, pilote automobile, fondateur la marque automobile « Chevrolet ». (° 25 décembre 1878).